# 兴隆遗址
兴隆遗址位于中国河北省张家口市康保县照阳河镇兴隆村东南，海拔1410米。该遗址由中国国家博物馆与河北省文物考古研究院等单位在2016至2017年间合作发现并试掘，2018至2019年度进行了正式发掘，发掘面积达1025平方米。兴隆遗址文化堆积丰富，年代跨度从旧石器-新石器过渡时期至辽金时期。是中国北方地区黍粟旱作农业起源与早期发展的重要遗址。

## 考古发现

### 植物遗存
在兴隆遗址中，发现了早期黍粟种子、丰富的木炭遗存以及种类繁多的果核和杂草等。黍的直接测年数据表明，其年代最早可达7682-7570年前。木炭分析显示，遗址周围曾分布有山杏灌丛、榆树、槭树、杨树等丰富的林地植被。

### 动物遗存
遗址中发现了大量的动物骨骼，包括兔、原牛、狍等哺乳类和鱼类等，显示出兴隆先民以采集狩猎为主，辅以一定的农业活动。

### 文化遗存
遗址中保存有大量新石器时代的房址、灶（或火塘）和墓葬等遗存，年代跨度约为8700~5200年前。遗址文化可分为五期：
- 第一期（8700~8100年前）：与内蒙古化德县裕民遗址文化较为接近。
- 第二期（80007600年前）和第三期（74507000年前）：可能与兴隆洼文化存在密切联系。
- 第四期（7000~6000年前）：相当于后岗一期文化时期。
- 第五期（5800~5200年前）：主要发现有石灶、细石片堆和圆形竖穴墓 。

辽金时期的文化遗存在新石器遗存之上叠压。